# 宇都宮健兒
宇都宮健兒（1946年7月1日—），是一名日本律師及政治人物，同時也是多重債務和消費者金融問題專家。宇都宮是現任《週刊金曜日》的編集委員、全國高利貸金融對策會議代表幹事、奧姆真理教犯罪被害者支援機構理事長、反貧困網絡團體創辦人兼代表以及除夕派遣村名譽村長。

## 生平
1969年於東京大学法学部中途退學，並隨後成為司法修習生，於1971年成為正式律師，加入東京律師會，並曾在兩間不同的法律事務所工作，直至在1983年開設宇都宮健兒法律事務所，即現在的東京市民法律事務所。
2010年，宇都宮在擔任律師近40年後參選日本律師聯合會會長，並於3月10日經過史上首次的兩輪投票後擊敗副会長山本剛嗣，成為會長。
2012年11月9日，宇都宮在東京人民友好創建會（日语：人にやさしい東京をつくる会）的支持下踏入政圈，參選2012年東京都知事選舉，以反對東京舉辦奧運、廢除核能、充實福利、減低貧富差距為政綱，但最後以14.58%得票率（968,960票）得第二，敗給了獲得東京都知事選舉史上最高票（433.9萬票，65.27%）的豬瀨直樹。

### 2014年東京都知事選舉
2013年12月28日，由於豬瀨直樹受政治獻金醜聞困擾下台，宇都宮宣布以無黨籍身分再次參選2月9日舉辦之東京都知事選舉，是首名表示有意參選的候選人，並贏得共產黨八成擁護者的支持。2014年2月9日投票日，宇都宮在日本共產黨、社會民主黨、綠黨和新社会党的推薦和支持下獲得982,595票，比獲小泉純一郎、民主黨、生活黨和聯合黨支持的前首相細川護熙多出約2.4萬票，但輸給了有首相安倍晉三、執政聯盟自民黨和公明黨支持的舛添要一（211.3萬票，42.86%），再次屈居第二落選。有分析指，細川和支持者小泉政治光譜偏右，宇都宮則是由左派的共產黨支持，因此兩人無法有效整合，才導致選票被瓜分，因而落敗。

#### 支持者
- 政黨：社會民主黨[14]、日本共產黨[14]、綠黨[15]、新社会党[16]
- 新左翼：日本革命共產主義者同盟（JRCL）[17]、民主主義的社会主義運動（日语：民主主義的社会主義運動）（MDS）[18]、日本勞動者社會主義同盟[19]。
- 名人：坂本龍一、孫崎享、Seri石川（日语：石川セリ）[20]、海渡雄一（日语：海渡雄一）[21][22]、想田和弘、中川敬（日语：中川敬）、RANKIN TAXI（日语：ランキンタクシー）、木内綠（日语：木内みどり）、三宅洋平（日语：三宅洋平）、ECD（日语：ECD）、松野大介（日语：松野大介）、渡邊守、詩森ROBA、佐佐木中（日语：佐々木中）、森田實（日语：森田実）、田中優（日语：田中優）[23]。

#### 主要參選政策和主張
- 「從東京開始改變國政、阻止安倍政權暴走」：護憲、廢除特定秘密保護相關法律、抗議首相參拜靖国神社、反對推行國旗國歌條例[24]。
- 推進無核東京，發表「脱核電都市宣言」，更換東京電力的經營方針至無核化，永久關閉福島第一、第二、柏崎刈羽核電站；提案「可再生能源促進条例」，推動公共設施採用可再生能源，鼓勵民間發展省電技術，於都內推行「食品安全規制」，確保食品安全[25]。
- 開展東京、首爾、北京和平都市会議、與東盟會議避免武力衝突、改善因安倍政權而惡化的日中、日韓關係[26]。
- 宇都宮指出安倍政權的特定秘密保護相關法律和推動行使集體自衛權將帶領日本進入戰爭，使得2020東京奧運可能會因1940東京奧運般因戰爭而被取消。宇都宮主張實現在和平和友好的理念下舉行奧運，以緩和東亞緊張局勢[27]。
- 加強防災與救災政策、強化建築物耐震力和防火對策[25]。
- 推動人人平等的免費義務教育，提倡禁止體罰，改善充實公民館（日语：公民館）、圖書館等設施[25]。
- 檢討外國人地方參政權（日语：外国人地方参政権），保障國內其他民族人權[25]。
- 重啓住宅局，對找房子有困難的人士提供民間賃貸[25]。
- 確保東京都內動物園、圖書館、体育設施雇用的人員獲得合理待遇[25]。
- 通過融資鼓勵公營、民營的中小企發展[25]。
- 反對開設賭場，反對TPP，擴大内需，活化地域經濟[25]。
- 防止以奧運之名在東京都心進行大型開發[25]。
- 支援配備新型路面電車，鼓勵多採用自行車代步[25]。
- 繼續為都內因空氣污染而導致患上疾病（如支氣管疾病）的居民提供免費醫療服務[25]。
- 加強支援伊豆大島的被災者、福島災區災民[25]。
- 對首都高危、老朽道路、橋樑等基建設施進行檢查、補修[25]。
- 增設学童保育所[25]。

## 政治立場和行動

### 反對死刑制度
2010年4月，宇都宮對中國政府以死刑處決日本人表示遺憾。2011年3月10日，對日本法院判決1994年三縣連續殺人事件兇手死刑再次表示遺憾。

### 要求審查福島輻射量
2011年4月27日，因應福島核事故所造成的影響逐步擴大，文部科学省要求福島縣内的学校和幼稚園限制室外活動時，宇都宮要求審查當地輻射量以保障居民安全。

### 反對教職員必須起立齊唱國歌
就右翼政黨大阪維新会要求立法將教職員起立齊唱日本國歌《君之代》義務化，日本律師聯合會以宇都宮名義發表聲明，表示該提議違反《日本國憲法》對人民思想自由的保障。

### 對反韓遊行作出限制
2013年5月22日，在日本大韓民国民團就日本國內的反韓遊行向宇都宮和民主黨的參議院議員有田芳生進行訪問，其後有報道指宇都宮曾表示「嫌韓遊行屬於仇恨言論，煽動排外，應該受到限制」。之後，宇都宮展開了要求對反韓遊行進行限制的活動，被南韓媒體《京鄉新聞》稱讚為「日本代表性的良心知識人」。

### 日韓共同解決慰安婦補償
2010年12月12日，據日本共產党的官方媒體《赤旗報》報道，宇都宮在日本和韓國律師聯會於東京舉辦的座談會中表示「應該對戰爭和殖民地支配下的被害者作出補償和救濟」，並發表日軍慰安婦問題最終解決共同宣言。共同宣言中強調了「共同努力認識歴史事實和兩國之間的理解和信賴將為未来良好的日韓關係建築基礎」，並要求為日軍慰安婦問題立法解決問題、公開制定日韓基本条約過程的相關文件以及要求日本政府查明真相究明並作出謝罪和賠償。

### 日本對戰爭犯罪的謝罪和懺悔之必要性
2013年4月2日，中国共產党的官方媒體《人民日報》在日語人民網發佈的文章中引用了宇都宮的說話：「戰後日本的出發點是要對日軍在二戰中的犯罪表示徹底的謝罪和懺悔。安倍晉三不承認日本的過錯並打算修憲的做法將不能夠得到周邊国家的信任。」

## 評價
- 2013年12月29日，韓国《京鄉新聞》評價宇都宮為「日本代表性的良心人士」，對其參選東京都知事表示歡迎[34]。

## 媒體

### 雜誌
- 皇家雜誌 - 律師的肖像（2008年7月）

### 電視節目
- Professional 工作的時尚 第5回「工作甚至生命也重新開始」（NHK）
- Closeup現代 第2861号「目標是多付的錢 〜律師接連的麻煩〜」（NHK）
- Rubycon的決断（2009年9月17日、東京電視台）
- 福祉網絡 「讓我們來談談 福利對大家有幫助」（2010年5月19日、NHK）

## 外部連結
- 東京市民法律事務所 （页面存档备份，存于）
- 東京人民友好創建會 （页面存档备份，存于）
- 宇都宮けんじ的X（前Twitter）
- YouTube上的utsunomiyakenji頻道
- utsunomiya_kenjiTV - Ustream